# 横山たかし・ひろし
横山たかし・ひろし（よこやまたかし・ひろし）は、松竹芸能所属の漫才コンビ。横山やすしの弟子で、ともに明蝶芸術学院の出身。1968年（昭和43年）コンビ結成。同年新世界新花月で初舞台。ホラ吹き漫才の第一人者でもあった。

## プロフィール
横山たかし（よこやまたかし、1948年（昭和23年）10月6日 - 2019年6月1日（70歳没））ボケ担当、愛媛県伊予郡松前町出身。本名：山高 考（やまたか たかし）。
横山たかしの名は三代目。初代は横山プリン、二代目はレツゴー正児（レツゴー三匹）。
横山ひろし（よこやまひろし、1947年1月19日（78歳） - ）ツッコミ担当、愛媛県越智郡波方町（現在の今治市）出身。本名：小林 秀光（こばやし ひでみつ）。
妻は松竹芸能の後輩にあたる漫才師の春けいこ（元春やすこ・けいこ、たかしの死去後に漫才コンビを結成。後述）。

## 来歴・エピソード
- 2人とも松竹新喜劇俳優の曽我廼家明蝶の設立した明蝶芸術学院の3期生。明蝶と学院について「（明蝶は）売れてないころも“うちの子や”と、よく名前を出してくれた。明蝶学院は、たかし・ひろしの原点」と語っている[3]。
- コンビ結成直後から、オカマに扮したたかしが、相方のひろしに迫る「おかまどつき漫才」でいきなり売れ、1971年（昭和46年）のNHK上方漫才コンテスト新人賞受賞するなど、下積みの苦労は余りしていない。しかし当時の放送倫理基準では問題視され、テレビ・ラジオからの出演要請が少なかったため、寄席主体だった（『ナンバ壱番館』（朝日放送テレビ）、『上方演芸会』（NHK大阪放送局））。なお『笑点』（日本テレビ）には、1970年代前半からたかしが療養に入る前まで、何度も出演している。
- ホラ吹き漫才は1971年、神戸松竹座に出ていた頃、たかしが当時人気だった歌手の藤圭子の愛人だとホラを吹いたら受けたので、その後田中角栄の大言壮語を振ったりしたことで、ホラ吹き漫才のスタイルが生まれた（上方演芸会）。またたかしの派手な燕尾服の衣装はたまたまテレビで園遊会のニュースを見ていたら着ている人がいて参考にした。
- 生活苦に喘いでいるというネタを信じた客が泣き出したり、「これでご飯を食べなさい」と現金を渡されたことがある[4]。
- マンネリ化もあって、漫才ブームにも無縁のまま低迷、1990年代に入ってやしきたかじんが「たかし・ひろしの漫才は面白い」と番組のゲストに呼んだことを契機に、再浮上した。たかしは「たかじんのお陰で飯を食えるようになった」と、べんちゃら含みの発言をしている。
- 1988年頃に20周年を機会に芸に行き詰まりで解散・廃業を考えたことがある。営業の終了後に喫茶店で話し合いが持たれた。
- 1994年（平成6年）、第29回上方漫才大賞で大賞を受賞。
- たかしはデビュー当時のオセロ（当時）の中島知子と松嶋尚美に対して『10年間頑張ったら100万円やる!!』と高言を吐いた。そして活動10年目の正月に中島と松嶋二人が、たかしの楽屋を訪れ『活動10年目に入りました、約束はどうなっていますか?』に対し、たかしは「すまんかった!勘弁してくれ!!」と土下座して謝り、値引きして二人に10万円をやった。
- 2009年（平成21年）コンビ結成40周年。近年ひろしはボケ防止のため、落語に挑戦している。
- 2014年3月に、たかしが腰部脊柱管狭窄症を発症し、約1年の間活動を休止した。その間、たかしはリハビリテーションに励んだが、下半身が自由にならず舞台への復帰が危ぶまれた。その話を聞いた後輩芸人の増田英彦（ますだおかだ）の発案により、車椅子での舞台復帰が計画された。金色の車椅子を特注し、2015年3月、それをネタに織り込んで舞台へ復帰した。その後、2018年1月には腸腰筋膿瘍の手術を受け、同年5月に舞台に復帰していたが再び腰の痛みなどを訴え、治療を続けていたという[1]。なお、同年12月24日、大阪市阿倍野区でのイベントが、たかしにとって生前最後の出演となった[1]。
- 2019年に入り、たかしが4月頃に受けた検査結果が芳しくなくそのまま入院し、同年6月1日3時51分、多臓器不全のため、大阪市の病院で死去した[1]。70歳没。同年8月6日、リーガロイヤルホテル大阪にて「横山たかしを偲ぶ会」が開催された[5]。
- 2025年、上方演芸の殿堂入り。

### 横山やすしとの関係
- コンビ結成当初は師匠と同じ吉本興業所属。横山やすしが弟子に揮う非人道的な暴力を周囲の芸人仲間が見兼ね、「このままだとやっさんがいつかこいつらを殺してしまう」と危惧しやすしから弟子を遠ざけるべきだと取り計らい、正司敏江・玲児が弟分に引き取る形で、松竹芸能に円満移籍させた。後年、玲児の葬儀の際には2人で弔辞を読んだ。
- やすしから殴られるのは常にたかしで、「弟子に付いた間に千発（番組によっては1万発とも）位はドツかれた」「命の危険を感じた事もあった」と語っている。激昂したやすしに阪神高速道路で車から降ろされて置き去りにされたり、ふぐちり屋の2階の窓から屋外に蹴落とされたこともあるという。
- 若手時代から要領が良く小銭を持っていたひろしは無事な場合が多かったが、一本立ちしてからも電話魔のやすしには悩まされ、「どこにおるんじゃ!ボケ」の一言で呼び出されたり、電話口で「はいそうですね」と応じていると「ほんでな、コラお前ちゃんと聞いてるんか?!」と突如逆上されたりした。
- 1994年（平成6年）初夏頃、ひろし宅に師匠から電話で「もしもし横山やすしだが、ひろし頑張りや。うん、よう見てるで。一着取りや。以上!」と16秒の留守電メッセージが入っていた。やすしの死後の追悼特番でひろしは「『一着取りや』のとこがね。もう師匠は自分は一着を取れんと悟っていたんでしょうね。それを僕らに託したんでしょう。師匠ってのは、僕らにとって親みたいですから」と語っている。現在もそのテープを大切に保管している。（古川嘉一郎「横山やすし 夢のなごり」）。
- 一方たかしはやすしの出棺の際、「師匠は、漫才の星から地球へ漫才しに来た、漫才星人です」と言って号泣した。角座閉館のおり、吉本への移籍をやすしに依頼するも相手にされず一時は師弟関係に亀裂が生じたこともあったが、師弟の絆は固く、たかしは心底やすしを尊敬し、師匠のやすしを織田信長に例えている。

### 春やすこ・春けいことの関係
- 横山ひろしは、春けいこのデビュー前からの永年の交際の末、1982年（昭和57年）に結婚。二女がある。
- ひろし・けいこの結婚に続いて、たかしと、けいこの相方・春やすこが結納まで交わすも、やすこが「たかしに人前で殴られた」と会見で述べ、一方的に婚約解消した。やすこは後年一般人と結婚したが、破局の理由がたかしの暴力ではなく、たかしがいわゆる"太っ腹の遊び人"であることを理由に、両親に反対されたことを告白している。
- たかしは一男をもうけて1982年に離婚した前妻に、23年後の2005年（平成17年）、阪神タイガースのリーグ優勝を期に復縁を申し出て再婚。その模様は公開挙式としてテレビ中継された。島根県で別居中の妻は広島東洋カープファンで、阪神には関心が無いという。
- この間、たかしは昏酔強盗の被害に遭っている。
- たかしが2019年6月に死去したことで、ひろしは同年10月に妻のけいこと「横山ひろし・春けいこ」として夫婦漫才コンビを結成し活動していく事を発表した[6]。2020年1月3日放送の『新春生放送!東西笑いの殿堂2020』（NHK総合）では、心斎橋角座からの中継枠上のトリを務めている。

## 芸風
永らくホラ吹き漫才に専念している。手法自体は、古典落語の彌次郎話に準ずるもの。
- 金色のスパンコールをちりばめた特製ジャケットを着たたかしが「すまんの〜。大金持ちのおぼっちゃまじゃ。みんな笑えよ〜」と登場。
- 先ずたかしが「芦屋からヘリコプターで来たんじゃ」「おぼっちゃまが乗るのはいつでもファーストクラス。地下鉄もファーストクラスじゃ」「おぼっちゃま、こないだ南極にホッキョクグマ見に行ったんじゃ」「ぶっちゃけた話、わしは外車に乗っとるんじゃ」「庭の池は琵琶湖なんじゃ」「家には秀吉が使うた皿があるんじゃ」などとホラを吹きまくる。
- たかしのホラが始まると、ひろしは「そーら来たで来たで〜」などと盛り上げる。この時点まで、たかしはひろしを「ヨコヤマ」（立場が逆転すると、さん付けになる）と呼び、「貧乏は辛いのぉ、ヨコヤマ～」「命賭けるな、僅かな金に～」などと下僕扱いする。
- たかしの「ネタ撒き」がひとしきり終わると、ひろしは徐々に「ネタ崩し」に移ると同時に、ボケ・ツッコミが入れ替わる。このボケ・ツッコミの途中交替は、師匠の芸から最も良く伝承した部分。
- 怒り口調に転じたひろしが、それ迄のたかしのホラ話の矛盾点を指摘し出すと、「金があったら嘘つくかい〜」「それを言うなヨコヤマ…さん」などと、先ずは軽くいなす。
- ひろしはここで、赤いスーツの裏地に縫い付けた「殺すぞ!」「拍手!!」といった台詞をタイミング良く客席に見せる新手の突っ込みを用いるようになった。
- 客の反応を見ながら「お前の車、ボンネットのとこに「外車」ってマジックで書いてあるだけやないか!」「秀吉の使うた皿がある言うたやないか!」などと、ひろしから畳み込まれると、たかしが「犬の名前が秀吉なんじゃ〜」や「医者やなしに、石屋やったんじゃ〜」と駄洒落で逃げる。
- 更にひろしから突っ込まれると、たかしが赤いハンカチを咥えながら「あァ〜!」と悶えたり、「辛いの〜」と泣きが入る[7]。この変貌も見物。
- 因みに、放送されない舞台では下品な下ネタも用い、「最近ごぶさたなんじゃ、頼むわ〜」などと、年配女性相手に客いじりしたりする。
- たかしの自称38億8千万円する純金製ジャケットは、実際には市価2万円程度で、しかも通気性の無い冬服しかないため、夏場は汗だくになる（NHK上方演芸会）。尚洗濯、クリーニングはせず、ほとんどは1年半位着たら処分したり、ファンに譲ったりしている。

## 出演

### テレビドラマ
- 時代劇スペシャル「岡っ引どぶ 折鶴殺人事件」（1984年、フジテレビ）
- 殿さま風来坊隠れ旅 第4話「日本一の殿様宣言」（1994年、テレビ朝日）
- 連続テレビ小説「ちりとてちん」（2007年、NHK）‐ 横山たかし・ひろし（本人） 役

### バラエティ
- バラエティー生活笑百科（NHK総合）
- ボキャブラ天国（フジテレビ） ‐ 番組内でのキャッチコピーは“キング・オブ・お坊ちゃま”
- たかしのぶっちゃけ万歩（KBS京都） ‐ たかしのみ
- 森脇健児の切磋たく丸!!（朝日放送テレビ） ‐ たかしのみ
- ちちんぷいぷい「たかしのおばあちゃん数珠つなぎ」[8]（毎日放送） ‐ たかしのみ

### CM
- カーショップKISS高槻 - 関西ローカル（テレビ大阪のみ）
- パチンコでるでる - ラジオCM
- ワークスタッフ
- 萬寿殿 - テレビCM
- お引越しのエキスパート

### Vシネマ
- 難波金融伝ミナミの帝王3「金貸しの条件」（1993年）

## 弟子
- 横山ともや・たきや - たかしの弟子。現在解散。ともやは横山ともや・みちやのともやに。
- 横山ともや・みちや - 2012年コンビ結成。現在天満天神繁盛亭等に出演。
- 福助 - 弟子であった当時の低迷していた1988年頃に面倒見切れなくなり、レツゴー三匹の所に預けられた。
- 横山まさみ - ひろしの弟子。
- ブラッシュ（池本茂史・谷口吉一） - たかしの弟子。解散。コンビのうち谷口はピン芸人に。

- 横山ポンスケゆうすけ - ひろしの弟子。
- 横山チョップ - ひろしの弟子。

他多数、廃業したものも多い。